# Aeroportul Internațional Lic. Adolfo López Mateos
Aeroportul Internațional Lic. Adolfo López Mateos (IATA: TLC, ICAO: MMTO) este un aeroport din Toluca de Lerdo, Toluca, México, Mexic ce deservește zona Toluca de Lerdo. Aeroportul a fost tranzitat în 2023 de 1.520.255 de pasageri.
Situat la o altitudine de 2.580 m, aeroportul dispune de o singură pistă.